# Frutz
Frutz är ett vattendrag i Österrike.   Det ligger i distriktet Feldkirch och förbundslandet Vorarlberg, i den västra delen av landet, 500 km väster om huvudstaden Wien.
Omgivningarna runt Frutz är en mosaik av jordbruksmark och naturlig växtlighet. Runt Frutz är det tätbefolkat, med 319 invånare per kvadratkilometer.